# Калибър
Вижте пояснителната страница за други значения на Калибър.
Калибър (на френски: calibre) обозначава вътрешния диаметър на канала на цевта на оръжие или външния диаметър на жица или прът. Това е популярен параметър на огнестрелното оръжие, не особено свързан технически с мощност и далекобойност.

## Калибър на гладкоцево ловно оръжие
Във всички страни е прието калибърът на гладкоцевното ловно оръжие да се определя и обозначава с цифри. Цифровата характеристика на калибъра като диаметър на канала на цевта, се определя от това колко броя оловни сферични топчета с еднакво тегло и диаметър може да се излеят от олово с тегло един английски фунт (453,59 gr). От тази зависимост се вижда, че съществува обратно-пропорционална зависимост – колкото повече топчета се отлеят, толкова цевта на оръжието ще бъде с по-малък диаметър. За ловни цели се изработват пушки от 4-ти до 32-ри калибър. В България най-разпространените пушки за ловни цели са 12 калибър (d=18,4 mm). По-рядко се използват тези от 16 калибър (d=17 mm) и рядко ловни оръжия от 20 калибър (d=15,9 mm). 

## Калибър на нарезно оръжие
Калибърът при нарезното оръжие се измерва и обозначава по различен начин в зависимост от приетия принцип за това. Крупните производители на оръжие обикновено определят калибъра като разстояние между противоположните полета между нарезите от набраздяването на цевта (за оръжейната промишленост на СССР високите противоположни нарезни полета, за страните от НАТО вдлъбнатите противоположни полета т.е. по-големия диаметър на канала на цевта). За куршумите и снарядите калибърът се определя от техния най-голям диаметър. При оръдия с конусна цев се дават и двата крайни размера. Обозначаването на размера се прави както в метричната система, така и с мерни единици в инч или дюйм. Западната и в частност американската калиброва система използва комбинация от цифри, обикновено първата е калибъра в стотни от инча но изисква детайлно познаване на всеки патрон .357 Магнум е револверен 9 мм патрон с цилиндрична гилза с фланец докато .38 Special (0.38 инча) въпреки различното цифрово изражение със съвместим по диаметри с по-къса гилза от .357 и може да бъде употребяван в оръжие с такъв калибър но не и обратното. Понякога комбинацията от две цифри като 30 – 06 означава първа цифра калибър, втора цифра година на приемане докато при 30 – 30 означава първа цифра калибър и втора тегло на заряда бездимен барут в грейнове (30 grains -1.9 g) а понякога освен калибъра се обозначава и точно оръжието за което е предназначен/разработен като .454 Casull. Обикновено за наложил се сполучлив като балистика патрон например 9Х19 се разработват впоследствие оръжия а не обратното.

### Калибър на нарезно ловно оръжие
Набраздяването (англ.rifling) на канала на цевта се прави със спирални/винтови нарези като стъпката (разстоянието между две витки) е свързана с калибъра и се образуват съответно 4, 6 или 8 изпъкнали полета. Калибърът при нарезното ловно оръжие се определя от разстоянието между две противоположни изпъкнали полета. Обикновено се изписва размерът в милиметри. Информацията за калибърът на оръжието се изписва и върху съответния за него боеприпас. Обозначението съдържа и други данни, характеризиращи конкретното оръжие. След размера обикновено се изписва „Х“ и се дават данни с двуцифрено число за размера на патронника. Най-често са срещаните размери дължини от 57, 62, 64 и 65 mm. При втори „Х“ с последваща буква R се означава, че в началото на патронника има жлеб в който ляга фланеца (изпъкнал ръб по периферията) на дъното на гилзата.
- Пример: 7 х 65 R (rimmed) означава че ловната карабина е с нарезна цев с диаметър между изпъкналите полета 7 mm, патронника е с дължина 65 mm и има жлеб в задния край на патронника в който ляга фланеца на гилзата.

В Англия и САЩ за обозначенията се използва като мерна единица инч (25,4 mm). Английският запис на калибъра е в десети, а американския – в стотни от инча и последван със запис на името на производителя.
- Пример: калибър 22 Hornet е приблизително размер 5,6 mm. Калибър 280 Browning е 7,12 mm при съответни дължини на патронника на фирменото оръжие. Записването на производителя към калибъра и името на патрона не трябва да се обърква с щампования на дъното на гилзата производител. Патрони които са масово употребявани имат обикновено само цифрово обозначаване и понякога дума която е свързана с вида куршум, пример – .38 Special, .38 Wadcutter. 357 Magnum като се среща и само .357, .45 ACP (Automatic Colt Pistol) и само като .45.

За лов в европейските страни се произвеждат карабини с калибър от 5 mm до 10,75 mm. В Съединените щати се произвеждат карабини с калибър от 450 (11,3 mm) до 600 (15,24 mm) 

## Ракети и снаряди
Дюйм е названието на холандска мярка за дължина и спада към европейската неметрична измерителна система. Преданието свързва тази мярка с дължината на три средно дълги ечемичени зърна. Поради тази причина в различните държави тази мярка няма еднакви стойности. Равен е на 25,4 mm, с което е приет да бъде еднакъв, като измерител с един инч (inch). Така англиският инч, немският цол и холандският дюйм, като измервателни единици имат еднаква дължина – 25,4 mm. Калибърът на оръжията се измерва в дюймове. Например:
- означението .30 калибър показва размер на патрона 0,30 дюйма, което е равно на 7,62 mm
- означението .45 калибър показва размер на патрона 0,45 дюйма, което е равно на 11,43 mm[4]

## Авиационни бомби
Някои страни (Русия например) използва „калибър“ за класифициране на авиационни бомби. Руският калибър за авиационни бомби се измерва с теглото на снаряда, което невинаги е еднакво с теглото на заряда.

## Други приложения
В архитектурата, калибър се използва за оразмеряване на диаметъра на колони. В електротехниката, калибър е максималната стойност на уред, която той може да измери.